# Cymopterus globosus
Cymopterus globosus là một loài thực vật có hoa trong họ Hoa tán. Loài này được (S.Watson) S.Watson mô tả khoa học đầu tiên năm 1876.

## Hình ảnh

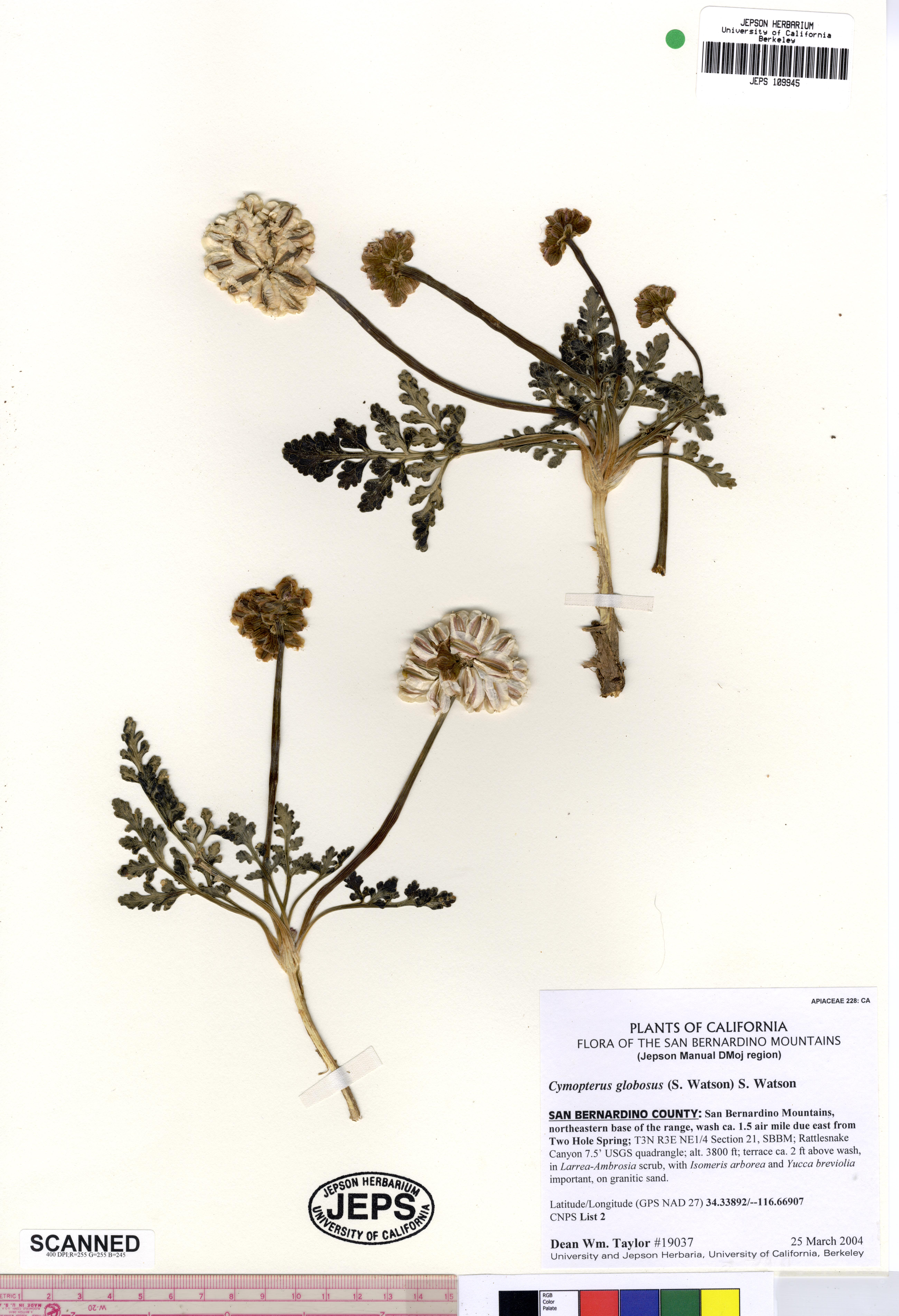